# Кировский район (Махачкала)
Кировский район — один из трех районов Махачкалы. С подчинёнными населёнными пунктами и прилегающими территориями вплоть до острова Чечень является самым большим по площади внутригородским районом города (280 км²).
Население района города (без подчинённых населённых пунктов) составляет 189 732 человек (2025 год).

## История
Район образован 23 ноября 1985 года из северной части Советского района.

## География
Граница с Советским районом проходит по линии → пр-т Али-Гаджи Акушинского — ул. Г. Гаджиева — ул. М. Гаджиева — ул. Гусаева — ул. Даниялова — ул. Дахадаева — ул. Буйнакского — ул. Готфрида Гасанова — ж/д — ул. Леваневского — Городской пляж.
Также граничит с Кизлярским, Кумторкалинским и Бабаюртовским районами Дагестана. Граница проходит по Сулакской трассе за тем на север вдоль берега Каспийского моря по Аграханскому полуострову до острова Чечень, включая последний.
Включает в себя историческую часть города — гору Анжи-Арка, Махачкалинский маяк, район железнодорожного вокзала, также следующие микрорайоны и части города — Научный городок, Учхоз, Новый поселок, 1-я Махачкала, поселок завода Эльтав, Нефтекачка, Черные камни, Санта-Барбара, Загородный.
Району подчинены следующие пригородные посёлки городского типа Ленинкент, Семендер, Шамхал, Сулак, сёла Красноармейское, Богатырёвка, Шамхал-Термен и крайне отдалённый к северу Остров Чечень.

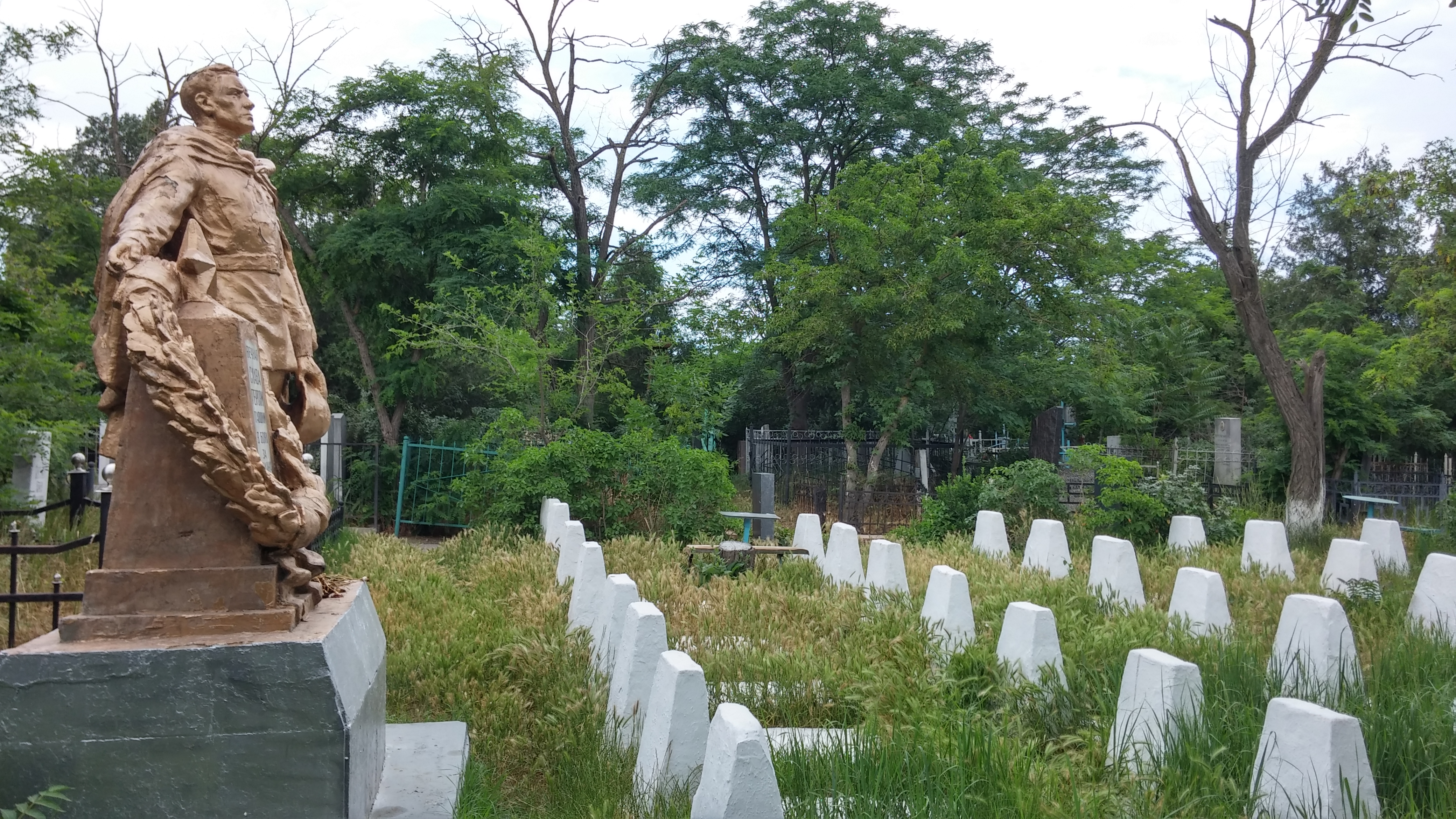
Захоронения советских воинов, умерших в госпиталях Махачкалы в годы Великой Отечественной войны

Магистрали общегородского значения — проспект Карла Маркса (Акушинского), улица Казбекова, улица Орджоникидзе, улица М. Гаджиева, Сулакское шоссе.
Район включает в себя вторую историческую часть города — 1-ю Махачкалу (бывший поселок Петровск-Кавказский).
Основные площади — площадь Коминтерна, привокзальная площадь.
На территории района располагается крупнейшее воинское кладбище Махачкалы — Старое Русское, на котором похоронены бойцы Красной Армии, раненые во время Великой Отечественной войны и умершие в госпиталях города.
В районе Чёрных камней расположена Аэрологическая станция «Махачкала».

## Население
| \| 1989[3] \| 2002[4] \| 2010[5] \| 2012[6] \| 2013[7] \| 2014[8] \| 2015[9] \| \| -------- \| -------- \| -------- \| -------- \| -------- \| -------- \| -------- \| \| 105 913 \| ↗140 359 \| ↗179 462 \| ↘178 650 \| ↘177 854 \| ↗177 904 \| ↗179 294 \| \| 2016[10] \| 2017[11] \| 2018[12] \| 2019[13] \| 2020[14] \| 2021[15] \| 2023[16] \| \| ↗180 547 \| ↗182 295 \| ↗183 388 \| ↗185 001 \| ↗186 366 \| ↗188 746 \| ↘188 556 \| \| 2024[17] \| 2025[1] \| \| \| \| \| \| \| ↗188 722 \| ↗189 732 \| \| \| \| \| \| 50 000 100 000 150 000 200 000 1989 2014 2019 2025 |          |          |          |          |          |          |
| 1989 | 2002     | 2010     | 2012     | 2013     | 2014     | 2015     |
| 105 913 | ↗140 359 | ↗179 462 | ↘178 650 | ↘177 854 | ↗177 904 | ↗179 294 |
| 2016 | 2017     | 2018     | 2019     | 2020     | 2021     | 2023     |
| ↗180 547 | ↗182 295 | ↗183 388 | ↗185 001 | ↗186 366 | ↗188 746 | ↘188 556 |
| 2024 | 2025     |          |          |          |          |          |
| ↗188 722 | ↗189 732 |          |          |          |          |          |

## Промышленность
- АО «Эльдаг» (быв. завод «Эльтав») — улица Авиационная (Керимова)
- ОАО «Судоремонт» (быв. Судоремонтный завод) — ул. Орджоникидзе
- ФГУП Махачкалинский международный морской торговый порт — р-н железнодорожного вокзала
- Махачкалинская нефтебаза — район ж/д станции Махачкала 1-я — Сортировочная
- Махачкалинское Троллейбусное Управление — ул. Казбекова, Троллейбусное кольцо

## Объекты социальной инфраструктуры
- Гостиница «Президент отель» — пер. Автомобилистов
- Святоуспенский Кафедральный Собор — ул. Орджоникидзе
- Республиканский Диагностический Центр — ул. Казбекова